# アレクサンドル・チェレパノフ

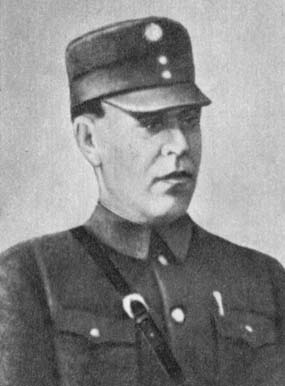
アレクサンドル・チェレパノフ
（中華民国国民革命軍の軍服姿）

アレクサンドル・チェレパノフ（ロシア語: Александр Иванович Черепанов、Aleksandr Ivanovich Cherepanov、1895年11月9日 - 1984年8月6日）は、ソビエト連邦の軍人。中将。

## 経歴
クルガン州キスリャンスコエ村（現ユルガムイシュスキー地区）出身。1915年5月からロシア帝国軍に入隊し、1916年、第1イルクーツク准尉学校を卒業。第一次世界大戦に従軍し、参謀大尉として中隊を指揮した。
1917年12月から赤衛隊、1918年から労農赤軍に入隊。北西及び西部戦線でロシア内戦に従軍し、連隊長、旅団参謀長、旅団長を歴任。1923年、労農赤軍軍事アカデミーを卒業。
1923年夏から1927年まで在中軍事顧問として働く。1924年6月から黄埔軍官学校顧問団を率い、戦術、射撃及び隊列訓練の組織を指導し、第1歩兵師団附属顧問となった。1926年からソ連共産党員。
帰国後、1927年6月から狙撃師団長補佐。1928年、高級指揮要員完全化課程を修了。1929年6月から師団長となり、東清鉄道の戦いに参加した。1933年10月から狙撃連隊長。1935年7月から国防人民委員部監督団団長補佐、後に団長。1938年8月～1939年11月、再び在中軍事顧問。帰国後、参謀本部軍事アカデミー先任講師となる。
独ソ戦時、北西方面主任監察官（1941年7月～）、第23軍司令官（1941年9月～1944年7月）を歴任し、1943年に中将に昇進。1944年11月から在ブルガリア連邦監督委員会議長補佐、後に副議長。1947年5月から同委員会議長兼ブルガリア軍主任顧問。
1948年5月から高等軍事教育施設局副局長。1955年11月、予備役編入。
1980年、死去。

## パーソナル
レーニン勲章、赤旗勲章5個、二等クトゥーゾフ勲章を受章。